# Брессаноне
Брессано́не, также Бри́ксен (итал. Bressanone, нем. Brixen) — коммуна в Италии, расположена в автономной области Трентино-Альто-Адидже, подчиняется административному центру Больцано.
Население коммуны, на 01.01.2024 года, составляет 23 004 человека, плотность населения — 270,91 чел./км². Коммуна занимает площадь 84,91 км².
Почтовый индекс — 39042. Телефонный код — 0472.
Покровителем коммуны почитается святой Кассиан из Имолы, день памяти ежегодно отмечается 8 мая.

## Физико-географическая характеристика

### География

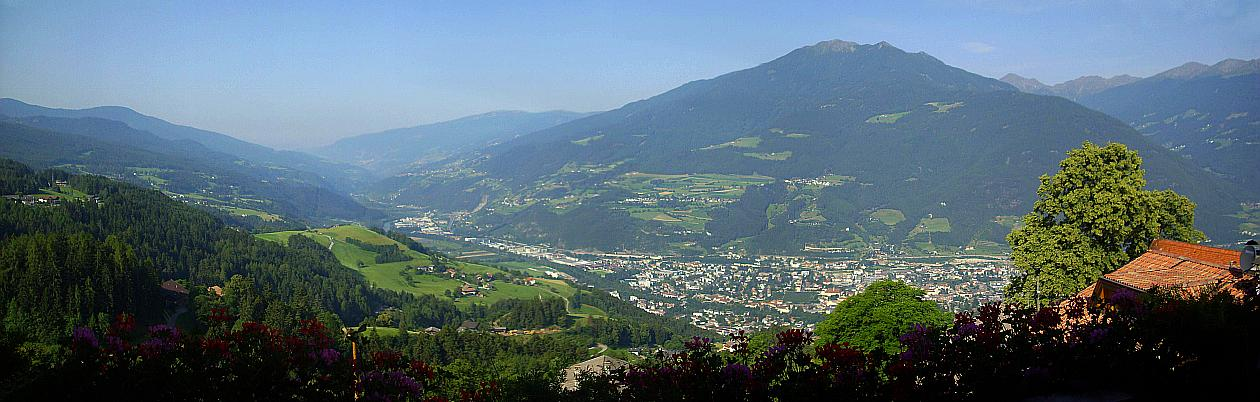
Brixen — Bressanone

Брессаноне (Бриксен) — третий по величине и один из старейших (основан в 901 году) городов Южного Тироля. Он лежит в альпийской долине у слияния рек Изарко и Риенца в 40 км к северу от Больцано и в 45 км к югу от Бреннерского перевала и австрийской границы. Вокруг города высятся вершины Южных Альп. Большинство жителей Брессаноне, как и всего Южного Тироля говорят на немецком языке. Итальянское население в городе составляет всего 27 %. Ещё около 1 % жителей — этнические ладины.

### Климат
Согласно климатической классификации итальянских муниципалитетов, Мадруццо входит в климатическую зону F, количество градусо-дней составляет 3507.

## История
Первые поселения на землях вокруг Брессаноне относятся к мезолиту (VIII тысячелетие до н. э.). В 15 г. до н. э. эта территория была включена в состав Римской империи. Недалеко от современного Брессаноне был основан римский муниципий Сабиона. После падения Рима Сабиона переходила из рук в руки между различными варварских королевств на территории Италии, пока в 590-х гг. не попала под власть баваров.
Первое упоминание о Бриксене относится к 901 году: король Германии Людовик IV Дитя даровал территорию Maso Prihsna Захарию, епископу Сабионы. С течением времени наименование Prihsna трансформировалось в Бриксен (нем. Brixen). В 992 году, после завершения строительства собора в Бриксене, епископы Сабионы перебрались в этот город, что послужило началом существования епископства Бриксен. В 1039 году епископ Бриксена Паппо был избран папой римским под именем Дамасия II, правда его правление продолжалось всего 23 дня.
В XI веке епископство Бриксен превратилось в независимое княжество и распространило свою власть на большую часть Тироля. Позднее местные светские феодалы потеснили влияние Бриксена в регионе, однако до 1803 года епископство владело значительными территориями в Альпах и входило на правах суверенного государства в состав Священной Римской империи. Фактически с XV века епископство находилось под протекторатом Габсбургов. В 1803 году Бриксен был секуляризирован и вошёл в состав Австрийской империи.
После завершения Первой мировой войны в соответствии с условиями Сен-Жерменского договора 1919 года Бриксен в составе территории Южного Тироля был передан Италии и по-итальянски стал называться Брессаноне.

## Достопримечательности

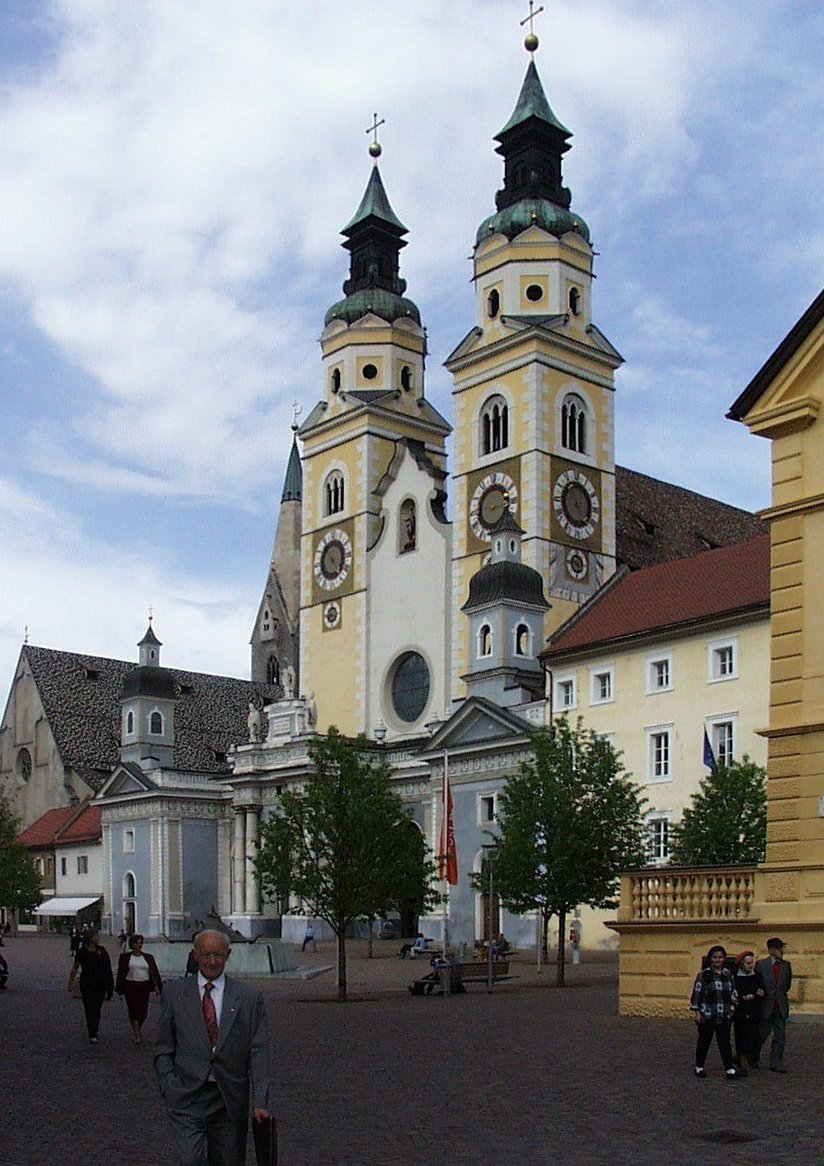
Кафедральный собор Брессаноне

- Кафедральный собор Бриксена (X век), перестроенный в XIII веке и в 1745—1754 гг. в стиле барокко. Потолок нефа собора украшен фреской Пауля Трогера «Поклонение агнцу».
- Дворец епископа (XIII век) в стиле ренессанс, один из крупнейших дворцов Южного Тироля. В здании находится музей, в экспозиции которого находятся, в частности, христовы ясли с 5000 фигурок, созданные по заказу епископа Карла Франца Лодрона[нем.].
- Церковь Сан-Микеле (XI век), перестроенная в XV веке, с готическими хорами и колокольней.

Недалеко от города расположены замки Роденго (XIII век), Тассо и Кастель-Форте

## Города-побратимы
Городами-побратимами Бриксена являются:
- Регенсбург, Германия (с 1969 г.)
- Блед, Словения (с 2004 г.)